# Hoa hậu Quốc tế 1983
Hoa hậu Quốc tế 1983 là cuộc thi Hoa hậu Quốc tế lần thứ 23, được tổ chức vào ngày 11 tháng 10 năm 1983 tại Osaka Convention Center, Osaka, Nhật Bản. 41 thí sinh tham gia cuộc thi năm nay. Trong đêm chung kết, Hoa hậu Quốc tế 1982 Christie Ellen Claridge đến từ Hoa Kỳ đã trao lại vương miện cho người kế nhiệm, cô Gidget Sandoval đến từ Costa Rica.

## Xếp hạng

### Thứ hạng
| Kết quả              | Thí sinh |
| -------------------- | --- |
| Hoa hậu Quốc tế 1983 | - Costa Rica - Gidget Sandoval |
| Á hậu 1              | - Úc - Michelle Marie Banting |
| Á hậu 2              | - Đan Mạch - Inge Ravn Thomsen |
| Á hậu 3              | - New Zealand - Brenda Dennise Ngatai |
| Á hậu 4              | - Tây Ban Nha - Milagros Pérez Castro |
| Top 15               | - Bỉ - Marina De Ruyck - Colombia - Marta Liliana Ruiz Orduz - Anh - Nicola Stanley - Hà Lan - Brigitte Bergman - Ireland - Sandra Eglington - Ý - Federica Silvia Tersch - Nhật Bản - Akemi Fujita - Hàn Quốc - Chung Young-soon - Scotland - Alison Dunn - Hoa Kỳ - Kimberly Anne Bleier |

## Các giải thưởng phụ
| Giải thưởng                 | Thí sinh                          |
| --------------------------- | --------------------------------- |
| Trang phục dân tộc đẹp nhất | - Hàn Quốc – Chung Young-soon     |
| Hoa hậu Thân thiện          | - Bolivia – Eliana Limpias Suárez |
| Hoa hậu Ảnh                 | - Anh – Nicola Stanley            |

## Thí sinh
- Úc - Michelle Marie Banting
- Áo - Eveline Rille
- Bỉ - Marina De Ruyck
- Bolivia - Eliana Limpias Suárez
- Brazil - Geórgia Marinho Ventura
- Canada - Starr Andreeff
- Colombia - Marta Liliana Ruiz Orduz
- Costa Rica - Gidget Sandoval Herrera
- Đan Mạch - Inge Ravn Thomsen
- Anh - Nicola Stanley
- Phần Lan - Niina Maarit Kesäniemi
- Pháp - Valérie Guenveur
- Đức - Loana Katharina Radecki
- Hy Lạp - Plousia "Sia" Farfaraki
- Guam - Shannon Dilbeck
- Hà Lan - Brigitte Bergman
- Honduras - Ileana Maritza López Turcios
- Hồng Kông - Lý Nguyệt Phù
- Iceland - Steinunn Johanna Bergmann
- Ấn Độ - Sahila Vimal Chadha
- Ireland - Sandra Eglington
- Israel - Sigal Fogel
- Ý - Federica Silvia Tersch
- Nhật Bản - Akemi Fujita
- Hàn Quốc - Chung Young-soon
- Malaysia - Helen Ann Peters
- Mexico - Rosalba Chávez Carretero
- New Zealand - Brenda Dennise Ngatai
- Quần đảo Bắc Mariana - Margarita Tenorio Benavente
- Na Uy - Christine Zeiner
- Philippines - Flor Eden "Epang" Guano Pastrana
- Bồ Đào Nha - Cesaltina da Conceição Lopes da Silva
- Scotland - Alison Dunn
- Singapore - Patricia Ngow Pui Lee
- Tây Ban Nha - Milagros Pérez Castro
- Thụy Sĩ - Barbara Zehnder
- Thái Lan - Kasama Senawat
- Thổ Nhĩ Kỳ - Guzin Yildiz
- Hoa Kỳ - Kimberly Anne Bleier
- Venezuela - Donnatella "Donna" Bottone Tirante
- Wales - Lianne Patricia Gray

## Chú ý

### Lần đầu tham gia
- Quần đảo Bắc Mariana

### Trở lại
- Lần cuối tham gia vào năm 1981:
  -  Iceland

### Bỏ cuộc
- Hawaii
- Thụy Điển - Suzan Salomonsson
- Tahiti
- Uruguay

## Liên kết
- Pageantopolis - Miss International 1983